# Geoenergetyka
Geoenergetyka – dział energetyki cieplnej obejmujący pozyskiwanie i przetwarzanie energii geotermalnej z wnętrza Ziemi. Globalnie geoenergetyka ma niewielkie znaczenie praktyczne, gdyż dotychczas wykorzystywana jest jedynie energia gorących źródeł powierzchniowych i podziemnych przetwarzana w geotermicznych zakładach energetycznych. Jednak w sprzyjających warunkach (np. Islandia) energia geotermalna może zaspokajać większość zapotrzebowania na energię cieplną. 